# Nogueira da Montanha
Nogueira da Montanha ist eine Gemeinde (Freguesia) im portugiesischen Kreis Chaves. In ihr leben 461 Einwohner (Stand 19. April 2021).